# Pop-Port

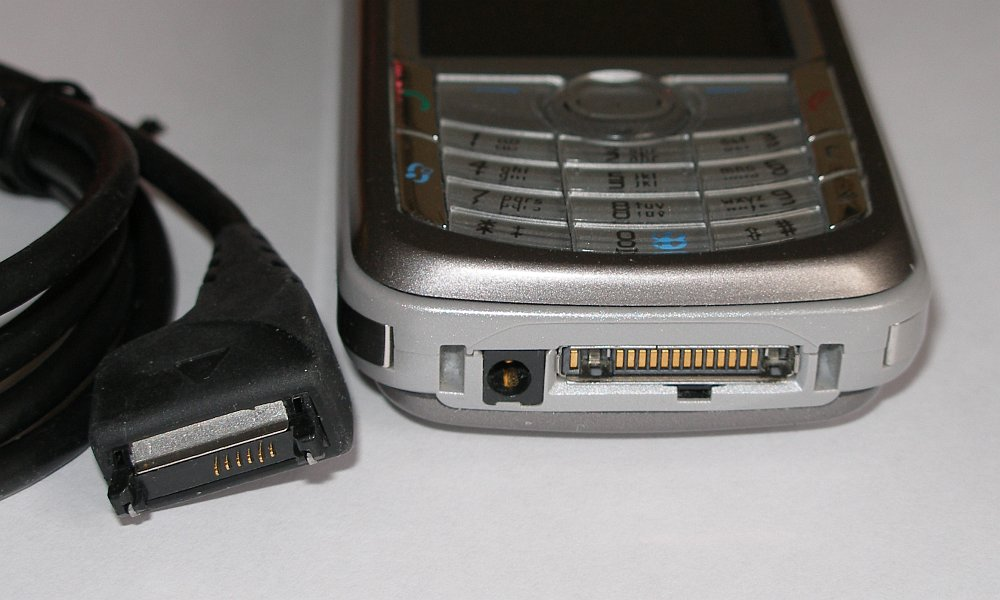
Nokia Pop-Port^{TM} mit passendem Anschlusskabel

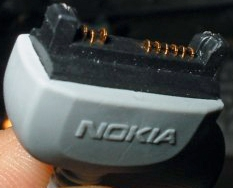
Nokia Pop-Port in Nahaufnahme

Der Nokia Pop-Port war eine von 2003 bis 2007 von dem Konzern Nokia eingeführte proprietäre Hardwareschnittstelle zum drahtgebundenen Anschluss von externem Zubehör an ein Mobiltelefon sowie zu deren Datensynchronisation mit dem PC.
Bis zur Einführung des Pop-Ports gab es bei Nokia – wie auch bei konkurrierenden Herstellern – wenig Kontinuität bei den Zubehöranschlüssen. An das Mobiltelefon anschließbare Geräte wie Freisprecheinrichtungen, Headsets oder Datenkabel passten für ein anderes Modell meist nicht. Auch wenn das Zubehör sich nicht wie das Mobiltelefon weiterentwickelt hatte, musste es beim Wechsel des Mobiltelefons wegen rein mechanischer Steckerinkompatibilität erneut gekauft werden. Entsprechend kostenintensiv war dieser Umstand für den Kunden, dazu entstand für den Händler großer Aufwand für die Sortimentierung.
Für die Datenkommunikation mit dem PC verbindet der Pop-Port bei älteren Modellen die RS232-Signalleitungen, bei neueren Geräten mit Anschluss an den Universal Serial Bus. Zusätzlich dient der Pop-Port als Schnittstelle für das von Nokia nicht öffentlich dokumentierte Accessory Control Interface (ACI) mit eigenem Protokoll zur bidirektionalen Kommunikation mit Zubehörgeräten, wie beispielsweise die eines multifunktionalen Headsets oder einer externen Digitalkamera. In wenigen Modellen wurde der TV-Out über den Pop-Port mittels Enhanced Control Interface (ECI) realisiert. Zubehör ohne eigene Batterie kann über den Anschlussport mit Energie aus dem Akku des Mobiltelefons versorgt werden. Nicht durchgesetzt wurde die Nutzung des Pop-Ports für die Stromversorgung des Mobiltelefons zulasten der bei Nokia durchgängig verwendeten Hohlstecker mit 3,5 mm bzw. bei neueren Geräten 2 mm Außendurchmesser.
Obwohl der Pop-Port mit einem Pin für die Stromversorgung des Mobiltelefons bzw. Akku-Ladung ausgestattet ist, sind keine USB-Datenkabel verfügbar, die bei Datenverbindung das Mobiltelefon über den Pop-Port versorgen würden. Stattdessen werden USB-Datenkabel als Originalzubehör zum Anschluss an die Hohlstecker-Netzteilbuchse angeboten, bei denen Ladestrom vom USB-Host bezogen, aber mit einem zweiten Stecker separat herausgeführt wird. Nokia dokumentiert nicht, mit welchem Ladestrom hierbei geladen wird. Anders als die Ausstattung solcher Datenkabel mit einem Netzteilstecker assoziiert, kann nicht jeder USB-Host einen so hohen Strom liefern wie das zum Mobiltelefon gehörige Netzteil, und auch das nur nach spezieller Aushandlung mit dem USB-Host-Controller.
Abgelöst wurde der Pop-Port für analoges Audio (und Video) durch standardkompatible Klinkenstecker und für die Datenübertragung (und Stromversorgung) durch genormte USB-Steckverbinder, mit denen Nokia seit 2006 zunehmend Geräte zusätzlich oder alternativ zum Pop-Port ausstattet. Neue Nokia-Mobiltelefone werden zunehmend mit einem Micro-USB-Anschluss versehen.
Die Bezeichnung Pop-Port wurde von Nokia Corporation Finnland am 3. September 2002 als Marke registriert (United States Patent and Trademark Office, Serial Number 78160116).